# Pesi gallo
I pesi gallo sono una categoria di peso del pugilato.
Il primo titolo mondiale della categoria fu conteso tra Chappie Moran e Tommy Kelly nel 1889, quando il limite di peso era di 110 libbre. Il limite attuale fu stabilito nel 1910.

## Limiti di peso
Nel pugilato moderno il peso dei contendenti non deve superare:
- professionisti: 118 lb (53,52 kg)
- dilettanti: 56 kg

## Campioni professionisti

### Uomini
Dati aggiornati al 7 maggio 2023. Fonte: BoxRec.
| Federazione | Dal | Campione | Record | Difese | Prossima difesa                                                                                                  | Avversario |
| ----------- | --- | --- | --- | --- | --- | --- |
| WBA         | 8 aprile 2023 | Takuma Inoue | 18-1-0 (4 KO) | 0 | | |
| WBA         | - L'8 aprile 2023, il giapponese Takuma Inoue ha battuto ai punti l'ex campione WBA dei supermosca, il venezuelano Liborio Solís, conquistando in tal modo la corona WBA dei pesi gallo. La cintura era stata resa vacante dopo l'abbandono della stessa parte di Naoya Inoue, fratello dell'attuale campione WBA. | | | | | |
| WBC         | vacante - Prossimo incontro: da definire - Nonito Donaire (42-7-0; 28 KO) vs Alexandro Santiago (27-3-5; 14 KO) | vacante - Prossimo incontro: da definire - Nonito Donaire (42-7-0; 28 KO) vs Alexandro Santiago (27-3-5; 14 KO)  | vacante - Prossimo incontro: da definire - Nonito Donaire (42-7-0; 28 KO) vs Alexandro Santiago (27-3-5; 14 KO)  | vacante - Prossimo incontro: da definire - Nonito Donaire (42-7-0; 28 KO) vs Alexandro Santiago (27-3-5; 14 KO)  | vacante - Prossimo incontro: da definire - Nonito Donaire (42-7-0; 28 KO) vs Alexandro Santiago (27-3-5; 14 KO)  | vacante - Prossimo incontro: da definire - Nonito Donaire (42-7-0; 28 KO) vs Alexandro Santiago (27-3-5; 14 KO)  |
| WBC         | Il 13 gennaio 2023, Naoya Inoue ha rinunciato al titolo WBA per combattere nei pesi supergallo, rendendo in tal modo vacante il suo titolo. | | | | | |
| WBO         | VACANTE - Prossimo incontro: 13 maggio 2023: Jason Moloney (25-2-0; 19 KO) vs Vincent Astrolabio (18-3-0; 13 KO) | VACANTE - Prossimo incontro: 13 maggio 2023: Jason Moloney (25-2-0; 19 KO) vs Vincent Astrolabio (18-3-0; 13 KO) | VACANTE - Prossimo incontro: 13 maggio 2023: Jason Moloney (25-2-0; 19 KO) vs Vincent Astrolabio (18-3-0; 13 KO) | VACANTE - Prossimo incontro: 13 maggio 2023: Jason Moloney (25-2-0; 19 KO) vs Vincent Astrolabio (18-3-0; 13 KO) | VACANTE - Prossimo incontro: 13 maggio 2023: Jason Moloney (25-2-0; 19 KO) vs Vincent Astrolabio (18-3-0; 13 KO) | VACANTE - Prossimo incontro: 13 maggio 2023: Jason Moloney (25-2-0; 19 KO) vs Vincent Astrolabio (18-3-0; 13 KO) |
| WBO         | Il 13 gennaio 2023, Naoya Inoue ha rinunciato al titolo WBA per combattere nei pesi supergallo, rendendo in tal modo vacante il suo titolo. Dopo la rinuncia al titolo di Inoue, il 22 marzo 2023 è stato reso noto l'accordo tra l'australiano Jason Moloney e il filippino Vincent Astrolabio per affrontarsi in un incontro valevole per il titolo WBO vacante; l'incontro è stato fissato al 13 maggio 2023. Moloney viene dalla vittoria nell'incontro eliminatorio del 16 ottobre 2022 contro il thailandese Nawaphon Kaikanha, raggiungendo in tal modo la posizione n. 1 nel ranking WBO dei pesi gallo. Vincent Astrolabio ha ottenuto il diritto di disputare l'incontro valevole per il titolo WBO grazie alla sua netta vittoria del 17 dicembre 2022 contro il russo Nikolai Potapov.                                        | | | | | |
| IBF         | vacante - Prossimo incontro: 15 luglio 2023 - Emmanuel Rodríguez (21-2-0; 13 KO) vs Melvin López (29-1-0; 19 KO) | vacante - Prossimo incontro: 15 luglio 2023 - Emmanuel Rodríguez (21-2-0; 13 KO) vs Melvin López (29-1-0; 19 KO) | vacante - Prossimo incontro: 15 luglio 2023 - Emmanuel Rodríguez (21-2-0; 13 KO) vs Melvin López (29-1-0; 19 KO) | vacante - Prossimo incontro: 15 luglio 2023 - Emmanuel Rodríguez (21-2-0; 13 KO) vs Melvin López (29-1-0; 19 KO) | vacante - Prossimo incontro: 15 luglio 2023 - Emmanuel Rodríguez (21-2-0; 13 KO) vs Melvin López (29-1-0; 19 KO) | vacante - Prossimo incontro: 15 luglio 2023 - Emmanuel Rodríguez (21-2-0; 13 KO) vs Melvin López (29-1-0; 19 KO) |
| IBF         | - Il 13 gennaio 2023, Naoya Inoue ha rinunciato al titolo IBF per combattere nei pesi supergallo, rendendo in tal modo vacante il suo titolo. A seguito di tale decisione, la IBF ha ordinato la sfida per la corona vacante tra il portoricano Emmanuel Rodríguez (21-2-0; 13 KO) e il nicaraguense Melvin López (29-1-0; 19 KO), rispettivamente n. 2 e n. 4 del ranking IBF di categoria. - Il 5 aprile 2023, la IBF ha comunicato l'inizio della procedura di purse bid per definire il promoter e la borsa per i due sfidanti al titolo data la mancanza di un accordo tra le parti. La seduta di purse bid si è tenuta il 18 aprile 2023, durante la quale ad avere il diritto di promuovere l'incontro è stata la TGB Promotions. - Il 3 maggio 2023 la IBF ha comunicato che l'incontro avrà luogo il 15 luglio 2023 a Las Vegas. | | | | | |

### Donne
Dati aggiornati al 5 febbraio 2023. Fonte: BoxRec.
| Federazione | Dal              | Campione       | Record        | Difese | Prossima difesa  | Avversario                        |
| ----------- | ---------------- | -------------- | ------------- | ------ | ---------------- | --------------------------------- |
| WBA         | 26 novembre 2022 | Nina Hughes    | 5-0-0 (2 KO)  | 0      |                  |                                   |
| WBC         | 30 ottobre 2020  | Yulihan Luna   | 24-3-1 (4 KO) | 2      |                  |                                   |
| WBO         | 25 giugno 2021   | Dina Thorslund | 18-0-0 (7 KO) | 2      | 25 febbraio 2023 | Débora Anahí López (20-1-1; 1 KO) |
| IBF         | 26 marzo 2022    | Ebanie Bridges | 9-1-0 (4 KO)  | 1      |                  |                                   |

## Professionisti
Alcuni tra i migliori rappresentanti della categoria sono stati:
- Jimmy Barry
- Panama Al Brown
- Tony Canzoneri
- Orlando Canizales
- Jeff Chandler
- Sixto Escobar
- Luisito Espinosa
- Wilfredo Gómez  (pesi supergallo)
- Éder Jofre
- Alphonse Halimi
- Naseem Hamed
- Fighting Harada
- Pete Herman
- Miguel Lora
- Joe Lynch
- Rubén Olivares
- Manuel Ortiz
- Lionel Rose
- Charles "Bud" Taylor
- Kid Williams
- Alfonso Zamora
- Carlos Zárate Serna

## Campioni olimpici
- 1904 –  Oliver Kirk
- 1908 –  Henry Thomas
- 1920 –  Clarence Walker
- 1924 –  William Smith
- 1928 –  Vittorio Tamagnini
- 1932 –  Horace Gwynne
- 1936 –  Ulderico Sergo
- 1948 –  Tibor Csík
- 1952 –  Pentti Hämäläinen
- 1956 –  Wolfgang Behrendt
- 1960 –  Oleg Grigor'ev
- 1964 –  Takao Sakurai
- 1968 –  Valeriy Sokolov
- 1972 –  Orlando Martínez
- 1976 –  Gu Yong-Ju
- 1980 –  Juan Hernández
- 1984 –  Maurizio Stecca
- 1988 –  Kennedy McKinney
- 1992 –  Joel Casamayor
- 1996 –  István Kovács
- 2000 –  Guillermo Rigondeaux
- 2004 –  Guillermo Rigondeaux
- 2008 –  Enhbatyn Badar-Uugan
- 2012 −  Luke Campbell
- 2016 −  Robeisy Ramírez

## Campioni Panamericani
- 1951:  Ricardo Gonzales (ARG)
- 1955:  Salvador Enriquez (VEN)
- 1959:  Waldo Claudiano (BRA)
- 1963:  Abel Almaraz (ARG)
- 1967:  Juvencio Martínez (MEX)
- 1971:  Pedro Flores (MEX)
- 1975:  Orlando Martínez (CUB)
- 1979:  Jackie Beard (USA)
- 1983:  Manuel Vilchez (VEN)
- 1987:  Manuel Martínez (CUB)
- 1991:  Enrique Carrion (CUB)
- 1995:  Juan Despaigne (CUB)
- 1999:  Gerald Tucker (USA)
- 2003:  Guillermo Rigondeaux (CUB)